# Равена
Равена (итал. Ravenna) град је у Италији. Равена је и пети по величини град покрајине Емилије-Ромање у северном делу државе и главни град истоименог Округа Равена.
Равена је позната као важно историјско средиште у доба Западног римског царства и ране Византије (Равенски егзархат). У граду се налази неколико велелепних цркава из византијског раздобља, као најбољих примера ране византијске уметности у време цара Јустинијана. Стога су ови споменици данас део баштине Унеска.

## Географија
Равена се налази на прелазу из средишње ка северној Италији. Од престонице Рима град је удаљен 470 km северно, а од Болоње 75 km источно.

### Рељеф
Равена се развила у југоисточном делу Падске низије. Град је на јужном рубу простране мочварне области око ушћа реке По (смештено 50 km северно). Јадранско море је веома близу - 8 km источно. Јужно од града се пружа равничарско тле. Овакав осамљен положај града окруженог мочваром без непосредног изласка на море дао је Равени добар стратешки положај у време ратова и кризних времена.

### Клима
Клима у Равени је измењено средоземна клима са приметним утицајем хладније климе са севера. Стога је у лето веома топло, а зими је снег честа појава и веома је хладно у односу на већи део Италије јужно.

### Воде
Равена се налази близу Јадрана (8 km) у мочварном подручју, а у граду и околини прокопано је много канала за одводњавање земљишта. Међутим, најважнији канал је намењен саобраћајном повезивању Равене са морем.

## Историја
Иако је подручје Равене било насељено још у време праисторије, прави развој насеља започиње доласком Римљана, када Октавијан Август изграђује морнаричку луку у Класеу, данашњем предграђу града на мору.
Падом Западног римског царства и честим упадима варвара Равена се нашла у изванредном положају природно заштићеног подручја из унутрашњости (мочваре). По предању, први епископ Равене био је св. Аполинарије (St Apollinaris) (q.v.). Због претње од напада Визигота, 402. године царски двор Западног царства премештен је из Милана у Равену, која је својим мочварама пружала већу заштиту. Године 493. године власт над Италијом је преузео остроготски краљ Теодорих Велики (умро 526. године), који је такође користио Равену као своју престоницу и који је био покровитељ аријанске цркве у граду. Године 540. године Равену је запосео византијски војсковођа Велизар и тиме основао Равенски егзархат, подручје Италије под влашћу Византије. После 568. године, када је већи део Италије пао под власти Лангобарда, улога Равене је опала, али је све до 751. године остала главни град византијске Италије. После пада под лангобардску власт изгубила све повластице статуса секуларне престонице и претворила се у нездрави изоловани провинцијски град.
Значај Равене у касним периодима старог Рима и Византије уздигао је положај њених епископа који су били постављени над новоустановљеном митрополитском провинцијом почетком 5. века, и добили титулу “архиепископа” средином 6. века. Права Равенске цркве надживела су пад значаја града као секуларног центра. Почетком 9. века А. Агнелије (A. Agnellus) написао је историју Равенске цркве, делом и да би заштитио њене повластице од папских напада. Римско-немачки цар Отон III поставио је архиепископа Герберта за папу Силвестра II, а Хајнрих IV поставио је архиепископа Виберта за (антипапу) Клемента III насупрот Григорију VII.
У каснијим епохама град није успео да обнови ни део некадашње славе. У 12. веку придружила се војводству Ромања у борби против папске власти. У то време град има полусамосталан статус, а градом управља властелинска породица Да Полента. У 15. веку град потпада под Млетке, али се убрзо враћа под власт Папа, да би се 1861. године придружила у стварању Краљевине Италије.

## Становништво
Према резултатима пописа становништва 2011. у општини је живело 153.740 становника.
| 1931.  | 1936.  | 1951.  | 1961.   | 1971.   | 1981.   | 1991.   | 2001.   | 2011.   |
| ------ | ------ | ------ | ------- | ------- | ------- | ------- | ------- | ------- |
| 76.335 | 80.658 | 91.513 | 115.188 | 131.547 | 138.034 | 135.844 | 134.631 | 153.740 |

2008. године. Равена је имала преко 155.000 становника, 2 пута више него на почетку 20. века.
Град данас има значајан удео имигрантског становништва, досељеника из свих крајева света (10% градског становништва).

### Културно благо и знаменитости града
Током 5. и 6. века, захваљујући богатству и важности града, подигнут је велики број раскошних цркава које су биле украшене мозаицима. Због пустоши коју је иконоборство оставило на Истоку, ови мозаици данас представљају највећу и најлепшу сачувану збирку из овог раздобља - рановизантијске уметности. Најважнији споменици, сви украшени мозаицима, јесу:
- Маузолеј Гале Плацидије (из 425),
- правоверна крстионица (око 458),
- аријанска крстионица (вероватно с краја 5. века),
- архиепископска капела, коју још зову „Ораторијум Светог Андреје” (494/519)
- Теодорихова црква Сан Аполинаре Нуово (S. Apollinare Nuovo) - 493/526 г,
- две изванредне цркве чију је изградњу финансирао Јулијан (Julianus), богати банкар из Равене, 
  - Сан Витале (S. Vitale) - освећена 547. године и
  - Сан Аполинаре ин Класе (S. Apollinare in Classe) - освећена 549. године, на око 5 километра од града.

У иконографски најсложеније и најзанимљивије мозаике убрајају се они који осликавају живот Христов у аријанској цркви Сан Аполинаре Нуово.
У граду се још налази:
- Теодорихов маузолеј

Ових 8 споменика заједно чине споменике Светске баштине Унеска под именом „Рани хришћански споменици и мозаици у Равени”.
Важно је споменути и то да је у средишту Равене гроб Дантеа, познатог италијанског песника.

## Привреда
Град Равена је важно индустријско средиште, посебно на пољу нафтне индустрије (рафинерија нафте и земног гаса). Такође у граду се производе вештачка ђубрива и синтетички каучук. Развијене су: метална, текстилна и прехрамбена индустрија.
Град је захваљујући посебности византијског наслеђа и важно туристичко одредиште Италије.

## Галерија
- Дантеов гроб
- Црква Сан Витале - мозаик цара Јустинијана са свитом
- Црква Сан Аполинаре - мозаици у олтарском делу
- Црква Сан Аполинаре Нуово - мозаици на горњем делу брода
- Типична улица старе Равене

## Међународна сарадња
- Шпејер
- Посадас
- Шартр
- Чичестер
- Дубровник